# Afroligusticum
Genre
Afroligusticum est un genre de plantes à fleurs de la famille des Apiacées.

## Liste d'espèces
Selon Catalogue of Life (19 janvier 2018) :
- Afroligusticum aculeolatum (Engl.) Winter
- Afroligusticum claessensii (C. Norman) Winter
- Afroligusticum elgonense (H. Wolff) Winter
- Afroligusticum elliotii (Engl.) C. Norman
- Afroligusticum linderi (C. Norman) Winter
- Afroligusticum mattirolii (Chiov.) Winter
- Afroligusticum petitianum (A. Rich.) Winter
- Afroligusticum piovanii (Chiov.) Kljuykov & Zakharova
- Afroligusticum runssoricum (Engl.) Winter
- Afroligusticum scottianum (Engl.) Winter
- Afroligusticum thodei (T.H. Arnold) Winter
- Afroligusticum townsendii (A. Charpin & J. Fernández Casas) Winter
- Afroligusticum volkensii (Engl.) Winter
- Afroligusticum wilmsianum (H. Wolff) Winter

Selon NCBI (19 janvier 2018) :
- Afroligusticum aculeolatum
- Afroligusticum elgonense
- Afroligusticum elliotii
- Afroligusticum petitianum
- Afroligusticum piovanii

Selon The Plant List (19 janvier 2018) :
- Afroligusticum aculeolatum (Engl.) P.J.D.Winter
- Afroligusticum claessensii (C.Norman) P.J.D.Winter
- Afroligusticum elgonense (H.Wolff) P.J.D.Winter
- Afroligusticum elliotii (Engl.) C.Norman
- Afroligusticum linderi (C.Norman) P.J.D.Winter
- Afroligusticum mattirolii (Chiov.) P.J.D.Winter
- Afroligusticum petitianum (A.Rich.) P.J.D.Winter
- Afroligusticum runssoricum (Engl.) P.J.D.Winter
- Afroligusticum scottianum (Engl.) P.J.D.Winter
- Afroligusticum thodei (T.H.Arnold) P.J.D.Winter
- Afroligusticum townsendii (Charpin & Fern.Casas) P.J.D.Winter
- Afroligusticum volkensii (Engl.) P.J.D.Winter
- Afroligusticum wilmsianum (H.Wolff) P.J.D.Winter

Selon Tropicos (19 janvier 2018) (Attention liste brute contenant possiblement des synonymes) :
- Afroligusticum aculeolatum (Engl.) P.J.D. Winter
- Afroligusticum claessensii (C. Norman) P.J.D. Winter
- Afroligusticum elgonense P.J.D. Winter
- Afroligusticum elliotii (Engl.) Norman
- Afroligusticum linderi (C. Norman) P.J.D. Winter
- Afroligusticum mattirolii P.J.D. Winter
- Afroligusticum petitianum (A. Rich.) P.J.D. Winter
- Afroligusticum runssoricum (Engl.) P.J.D. Winter
- Afroligusticum scottianum (Engl.) P.J.D. Winter
- Afroligusticum thodei (Arnold) P.J.D. Winter
- Afroligusticum townsendii P.J.D. Winter
- Afroligusticum volkensii (Engl.) P.J.D. Winter
- Afroligusticum wilmsianum (H. Wolff) P.J.D. Winter